# 莉兹·史密斯
莉兹·史密斯（英語：Liz Smith，1921年12月11日—2016年12月24日），女，英国演员。曾获得英国电影学院奖最佳女配角。在第二次世界大戰期間，她曾經於英國皇家女子海軍中服役。

## 外部連結
- Liz Smith在互联网电影资料库（IMDb）上的資料（英文）
- TCM电影资料库上Liz Smith的资料（英文）
- Obituary: Liz Smith （页面存档备份，存于） From BBC News